# Claes Andersson
Claes-Johan Rudolf Andersson (ur. 30 maja 1937 w Helsinkach, zm. 24 lipca 2019 tamże) – fiński lekarz, psychiatra, polityk, pisarz, poeta i muzyk jazzowy, przedstawiciel szwedzkojęzycznej mniejszości w Finlandii, poseł do Eduskunty, w latach 1990–1998 przewodniczący Sojuszu Lewicy, w latach 1995–1998 minister kultury.

## Życiorys
Z wykształcenia lekarz medycyny. Studia ukończył w 1962, w 1969 specjalizował się w zakresie psychiatrii. Pracował jako lekarz w różnych placówkach medycznych. Był aktywnym działaczem ruchu „Marraskuun liike”, działającego na rzecz poprawy warunków życia słabszej części społeczeństwa; kierował tą organizacją w latach 1967–1969.
Był również poetą i pisarzem. Wydał ponad 20 tomów poezji oraz 8 publikacji pisanych prozą. Opracował około 20 scenariuszy przedstawień teatralnych i radiowych. Jego twórczość tłumaczono m.in. na język angielski, niemiecki i hiszpański. W latach 1978–1982 stał na czele towarzystwa szwedzkojęzycznych pisarzy w Finlandii. W późniejszych latach był znanym muzykiem, regularnie występującym w klubach jazzowych. Był także autorem scenariuszy i muzyki do produkcji telewizyjnych. Laureat m.in. przyznawanej przez Akademię Szwedzką nagrody literackiej Svenska Akademiens Finlandspris.
Działał politycznie w ramach komunistycznego ugrupowania SKDL. Od 1989 związany z samorządem miasta Espoo. W latach 1987–1999 i 2007–2008 sprawował mandat posła do Eduskunty. Gdy w 1990 SKDL współtworzyła nową formację pod nazwą Sojusz Lewicy, Claes Andersson został jego pierwszym przewodniczącym. Partią tą kierował do 1998. W 1994 wystartował w wyborach prezydenckich, uzyskując 3,8% głosów w pierwszej turze i zajmując 6. miejsce wśród 11 kandydatów. Od kwietnia 1995 do września 1998 sprawował urząd ministra w ministerstwie edukacji (do spraw kultury) w rządzie Paava Lipponena.